# Monde multipolaire
Le monde multipolaire est un concept d’organisation mondiale, dans lequel les influences prépondérantes sont partagées par plusieurs pôles, communément nommés grandes puissances.
De par les changements économiques contemporains, on peut le considérer comme le type actuel de système international, en opposition au monde bipolaire de la guerre froide définissant l'opposition entre États-Unis et URSS comme seules puissances mondiales de la deuxième moitié du XXe siècle. Au rang de ces puissances actuelles, on distingue les États-Unis, la France, le Royaume-Uni, la Chine, le Japon, la Russie mais également des puissances régionales et émergentes comme l'Inde, le Brésil, la Turquie, l'Iran, l'Afrique du Sud et le Mexique.
L'émergence actuelle d'un monde multipolaire prête toutefois à discussion, en particulier eu égard au statut des États-Unis d'Amérique,. Pascal Boniface considère par exemple que notre monde est dans une situation « hybride uni-multipolaire » ou « en voie de multipolarisation ».

## Historique succinct
Des années 1350 au début du XXe siècle, bien que le terme était inusité, l'Europe se situe dans le cadre de la multipolarité : plusieurs pays ambitionnaient de devenir la puissance dominante du continent, mais aucun ne parvenait véritablement à préserver une prééminence plus de quelques décennies.
À la fin de la Seconde Guerre mondiale, les États européens ruinés par la guerre et aux prises avec la décolonisation ne dominent plus le monde. Annoncée de longue date, la bipolarisation des relations internationales autour des Américains et des Soviétiques est un fait acquis dès 1947, qui sera consacré en septembre 1949 par l'accession de l'Union soviétique à l'arme nucléaire.

## Principaux pôles de puissance actuels

### Occident

États membres de l'OTAN, alliance militaire forgée en 1949.

Projet de zone de libre-échange transatlantique : les États-Unis et l'Union européenne en bleu foncé ainsi que les autres membres possibles en bleu clair (ALENA et AELE).

Issu de la division de l'Empire romain en l'an 285, l'Occident s'agrège autour de Rome et de la papauté durant l'époque médiévale. L'Occident catholique s'oppose alors à l'Orient orthodoxe mais les Croisés occidentaux portent un coup fatal à l'Empire byzantin en mettant à sac Constantinople qui sera prise par Mehmed II en 1453. Le protestantisme se développe à partir du XVe siècle. À partir de cette époque les colons Européens s'établissent en Amérique et dans le Nouveau Monde. De cette colonisation naîtront les États-Unis d'Amérique. L'Occident est le berceau de la révolution industrielle et atteint une position hégémonique aux XIXe et XXe siècles, colonisant une grande partie de la surface du globe. À partir de la deuxième moitié du XXe siècle, les pays occidentaux entrent en conflit larvé avec l'URSS : c'est la guerre froide qui verra la création de l'OTAN. L'unité européenne se réalise à la même époque et se concrétise par la naissance de la Communauté économique européenne, « ancêtre » de l'Union européenne. Depuis 2013, le projet de zone de libre-échange transatlantique laisse entrevoir un rapprochement économique plus poussé entre l'Union européenne et les États-Unis. Ce projet est parfois présenté comme le premier pas vers l'établissement d'une union transatlantique réalisant l'unité politique du monde occidental,,.

#### États-Unis d'Amérique
Les États-Unis sont la première économie nationale du monde relativement au PIB. Ils sont membres permanents du conseil de sécurité de l'ONU. Les États-Unis sont une partie d'un bloc plus large, appelé communément le monde occidental. Membre de l'OTAN et acteur commercial important, les États-Unis restent le premier pays pour ce qui est de l'influence politique mondiale. Les États-Unis disposent également d'un soft power colossal, comme en témoigne l'intérêt planétaire pour l'élection présidentielle américaine de 2008, ayant captivé jusque dans les pays non-démocratiques.
On peut considérer les États-Unis comme le premier « empire global de l'Histoire » puisque contrairement aux empires précédents, tels l'empire romain, mongol ou chinois, ils influencent la planète entière, et non pas une aire géographique régionale. Les États-Unis sont de plus les seuls à disposer des quatre aspects caractérisant une puissance globale (puissance économique, militaire, technologique et culturelle).
L'influence des États-Unis s'est étendue en Europe lors de l'effondrement de l'Union Soviétique perçu comme la fin de la Guerre Froide. L'extension de cette influence transparait avec l'adhésion de tous les anciens pays d'Europe de l'Est, précédemment vassaux de l'Union Soviétique dans le pacte de Varsovie, qui rejoignent l'OTAN symbole de la protection avec les États-Unis contre la perception d'une menace russe. Cette extension agrandi l'OTAN, qui a non seulement survécu à son rôle historique (assurer la défense du « monde libre » face au communisme).
Leur influence globale est toutefois entrée en déclin relatif par rapport au XXe siècle, et il est probable que ce déclin relatif se poursuive dans les décennies à venir, de par l'émergence des puissances asiatiques en premier lieu (Chine, Inde, Russie). Les Américains tendent à rejeter la notion même monde multipolaire, ce qui amène à des critiques sur leur politique dite de « gendarme du monde », décriée en Russie, en Chine et en Amérique latine.

#### Union européenne
Bien qu'étant la première puissance économique et commerciale du monde, l'influence politique de l'Union européenne sur la scène internationale ne correspond pas à ce statut. Les divergences entre les États membres sur des dossiers importants tels que la guerre en Irak empêchent les Européens d'afficher une position commune. L'Union européenne forme, comme les États-Unis, une partie du monde occidental. La plupart des États membres sont également membres de l'OTAN. L'Union européenne compte désormais un membre permanent du conseil de sécurité de l'ONU : la France. L'Allemagne dispose quant à elle d'une puissance économique de premier plan.

### République populaire de Chine
Première économie nationale du globe et pays le plus peuplé au monde, la Chine dispose d'une place de premier plan sur la scène internationale, notamment en tant que membre permanent du conseil de sécurité de l'ONU. Elle est pour les États-Unis le nouveau « partenaire-adversaire », ayant remplacé l'URSS dans la course pour la domination mondiale. Depuis les réformes d'inspiration libérale de Deng Xiaoping, l'économie chinoise croît a un rythme très important, de l'ordre de 10 % par an, et près de 400 millions de Chinois ont été sortis de la pauvreté. Dès 2009, il y a plus d'internautes chinois que de citoyens américains. La Chine apparaît également comme l'« atelier du monde » et le marché national le plus convoité. La libéralisation économique progressive ne va toutefois pas de pair avec une libéralisation politique, TIME titre par exemple lors de l'accession au pouvoir de Xi Jinping qu'il devient par là le « nouveau dirigeant du monde non-libre. » Si l'armée chinoise ne peut actuellement prétendre à égaler les forces armées américaines, la Chine a démontré en 2007 qu'elle maîtrise la destruction de satellites, ce qui a été interprété par les Américains comme une potentielle remise en cause de leur suprématie spatiale. La Chine s'est par ailleurs dotée de sous-marins balistiques capables du feu nucléaire d'une portée de 8 000 kilomètres, ce qui met les États-Unis à sa portée. La Chine a publié en 2010 un libre blanc sur la Défense dont l'ambition affichée est de rivaliser militairement avec les États-Unis.
Côté diplomatique, la Chine noue des partenariats avec le continent africain ; elle ne souhaite pas s'opposer frontalement aux États-Unis (par exemple, son opposition, bien réelle, à la guerre d'Irak n'a cependant pas été exprimée aussi vocalement que l'ont fait la France, l'Allemagne et la Russie). Le marché intérieur américain lui est un débouché indispensable, tandis que la Chine soutient artificiellement la valeur du dollar en achetant des Bons du Trésor américain.
La Chine est aujourd'hui confrontée à de sérieux problèmes sociaux, en particulier de par les grandes inégalités économiques entre les territoires côtiers opulents et participant de plain-pied à la mondialisation d'une part et les terres intérieures restées relativement pauvres et arriérées d'autre part.

### Japon
En ruine après la Seconde Guerre mondiale, le Japon s'est redressé grâce à une gestion économique performante et à l'aide américaine. C'est en particulier grâce à la guerre de Corée, qualifiée par Shigeru Yoshida, le Premier Ministre de l'époque, de « cadeau des dieux », que le Japon s'allie avec le monde occidental, ce qui lui permet de rétablir son économie. Aujourd'hui encore allié majeur des États-Unis, le Japon est la troisième puissance économique mondiale mais, à l'image de l'Europe, n'a pas une influence politique correspondant à ce statut. Candidat au poste de membre permanent du Conseil de sécurité des Nations unies (membre du G4 à l'instar de l'Allemagne, l'Inde et le Brésil), il est soutenu par les États-Unis dans sa démarche. Partenaire commercial important de la Chine, il joue un rôle prépondérant dans l'économie mondiale. Le Japon possède enfin un puissant soft power.

### Russie et espace eurasien

Union douanière Russie-Biélorussie-Kazakhstan

La zone issue de l'éclatement de l'URSS est en phase de réémergence, notamment depuis la prise de pouvoir de Vladimir Poutine. Selon l'universitaire Richard Sakwa, Ievgueni Primakov, ministre russe des Affaires étrangères (1996-1998) puis Premier ministre (1998-1999), est cependant le « premier dirigeant à donner son pays le statut de puissance résistante » et « [remet] en circulation la notion de multipolarité ». Selon la chercheuse Tatiana Kastoueva-Jean, le monde multipolaire pour lequel affirme plaider Vladimir Poutine « est celui où il existe des puissances souveraines, c'est-à-dire complètement autonomes pour défendre leurs intérêts sans subir des ingérences extérieures, en employant même des moyens militaires si nécessaire », qui se résument selon lui à « trois puissances globales stratégiquement indépendantes capables de défendre leur souveraineté : la Chine, les États-Unis et la Russie ».
Premier fournisseur mondial de gaz et deuxième exportateur de pétrole, la Russie joue un rôle important dans la sécurité énergétique mondiale, l'envolée des prix du pétrole de ces dernières années[Quand ?] contribuant au redressement économique du pays. Dominant les pays d'Europe centrale au travers du Pacte de Varsovie, le pouvoir russe a du mal à accepter sa perte d'influence dans ces régions au profit de l'Occident (élargissement de 2004 de l'Union européenne et volonté de l'Ukraine et de la Géorgie de rejoindre l'OTAN). La Russie tente ainsi de fédérer autour d'elle les anciennes républiques soviétiques (quand elle n'annexe pas une partie de leur territoire) en s'appuyant de plus en plus sur l'eurasisme (Eurasec, OTSC) et visant à une intégration eurasienne forte. L'objectif est la création à terme d'une Union eurasienne sur le modèle de l'Union européenne[réf. nécessaire].